# Aum Shinrikyo
Aum Shinrikyō (japanska オウム真理教, Aum, sanningens lära) är en japansk domedagssekt med influenser från bland annat buddhism, kristendom och hinduism. Den blev uppmärksammad över hela världen efter saringasattacken i Tokyos tunnelbana den 20 mars 1995. 12 personer dödades och runt 5 500 skadades (varav minst en senare avled av skadorna). Grundare och ledare av sekten fram till sin död var Shoko Asahara. Idag är flera höga sektmedlemmar, inklusive ledaren, avrättade efter att blivit dömda till döden i japansk domstol. Av Europeiska unionen är sekten klassad som en terroristorganisation. År 2000 bytte organisationen namn till Aleph (japanska: アレフ, arefu) och har nu antagit en något mer tillbakadragen profil.
Aum Shinrikyo grundades av Shoko Asahara 1984 och växte under 1980-talet och blev kontroversiell. Advokaten Tsutsumi Sakamoto som var kritisk mot Aum och andra sekter försvann 1989 tillsammans med sin fru och barn. Brottet klarades inte upp, men 1995 fastslogs det att han mördats av Aum Shinrikyo. Under 1990-talet började gruppen tillverka och experimentera med nervgaserna sarin och VX. I juni 1994, året före attacken i Tokyos tunnelbana, hade gruppen släppt ut saringas i Matsumoto, vilket lett till åtta dödsfall, inklusive en kvinna som dog 2008 efter 14 år i koma. Att Aum Shinrikyo låg bakom detta fastställdes inte förrän efter attacken i Tokyo.
I de utredningar som följde på gasattacken i Tokyos tunnelbana visade det sig att sekten förfogade över så mycket råvaror att de kunde ha framställt sarin nog att döda fyra miljoner människor.
Totalt 189 medlemmar har ställts inför rätta för brott. Rättsprocessen var färdig i november 2011 och alla utom en blev dömda, varav 13 till dödsstraff, fem till livstids fängelse och ytterligare 80 till tidsbestämda fängelsestraff. Dödsstraffen för de dödsdömda verkställdes i juli 2018.
Aleph rapporterades 2011 ha runt 1 300 medlemmar.
Aum har förklarats som terroristorganisation av USA, Kanada och EU.

## Galleri

Organisationens logotyp under namnet Aum Shinrikyo
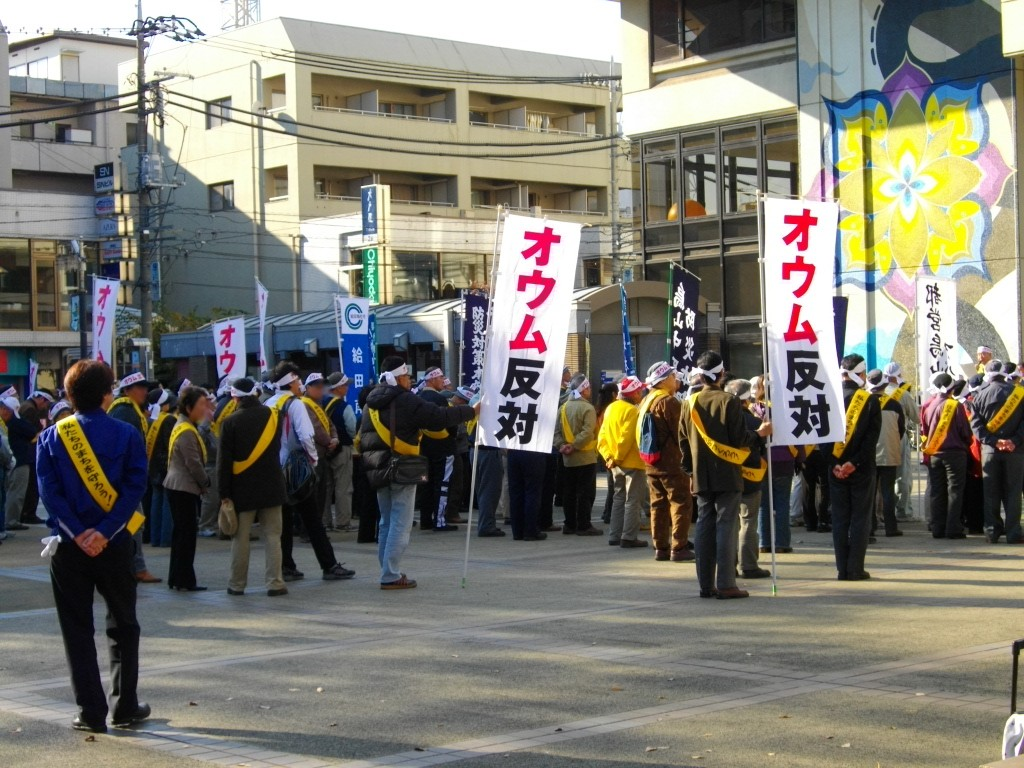
En demonstration mot Aum år 2009
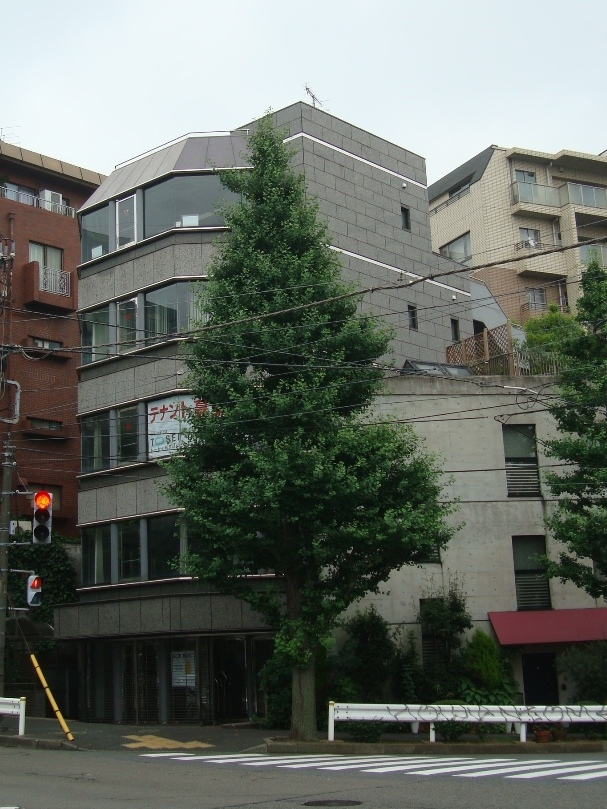
Aums tidigare kansli i Tokyo.
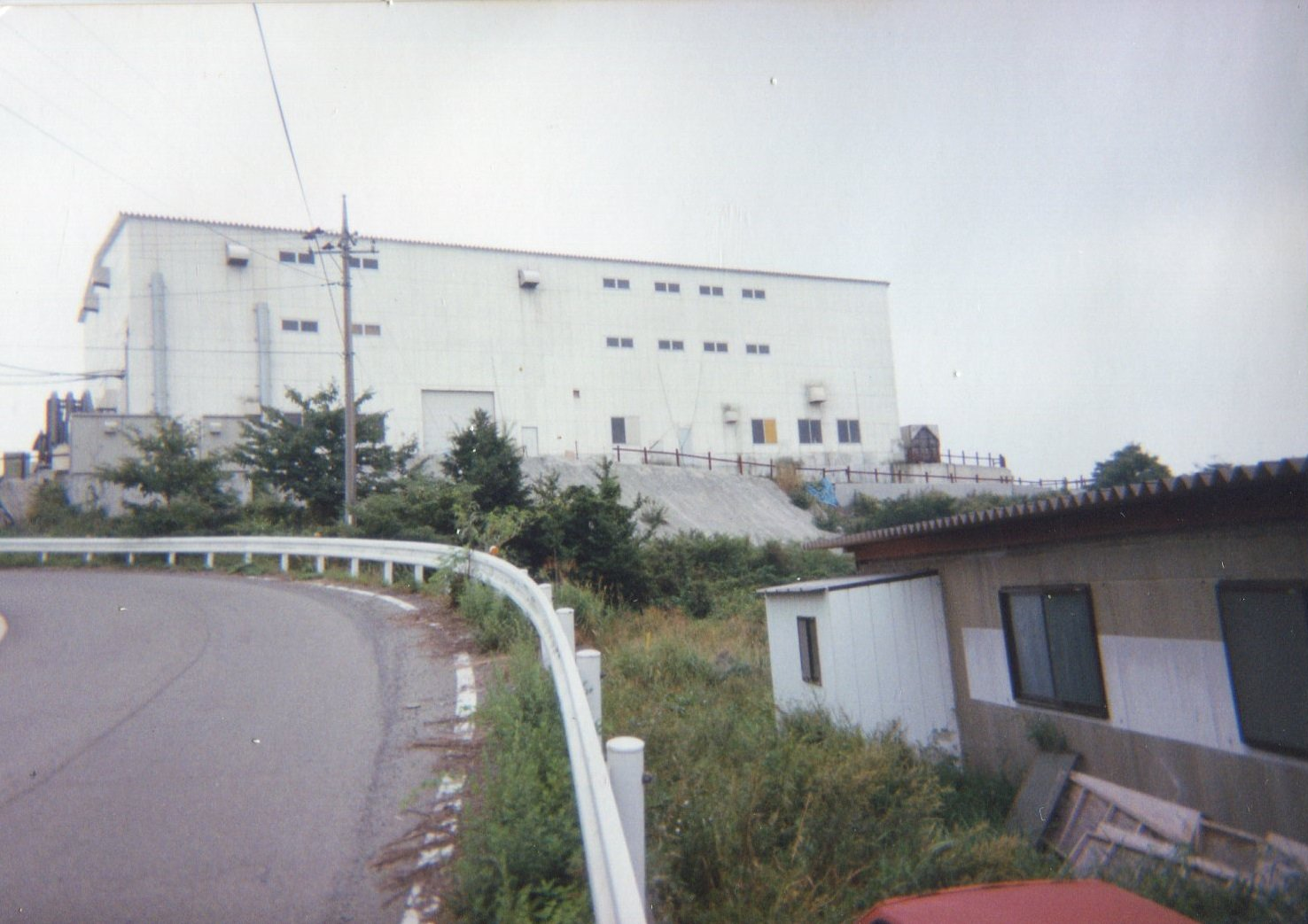
Aum Shinrikyos anläggning i Kamikuisshiki, 8 september 1996